# Радомышльская стоянка
Радомышльская стоянка (укр. Радомишльська стоянка; Радомышль I-IV) — комплекс памятников ранней поры позднего палеолита в окрестностях города Радомышль Житомирской области Украины на плато левого берега реки Тетерев.

## Описание
На Радомышле-I культурный слой сохранился наилучшим образом и залегает на глубине около 0,8 м. в серовато-жёлтом суглинке. Здесь были исследованы 5 округлых или овальных по форме скоплений костей мамонта, предполагаемый жител (размерами от 5х3 до 4х4 м), а также яма-убежище с костями. Комплекс кремниевых снарядов является идентичным для всех 4-х памятников и представлен массивными остриями на пластинах, многофасетными резцами, пластинами с ретушью по краям, заколки и т.д  
Комплекс не имеет аналогов среди других памятников и характеризуется определенными ориньякоидными чертами и отдельными мустьерскими формами — остроконечниками и дисковидными нуклеусами. Кроме многочисленных фаунистических остатков мамонтов, здесь найдены также кости северного оленя, бизона и лошадь.